# Jules Barthélemy-Saint-Hilaire
Jules Barthélemy-Saint-Hilaire (Párizs, 1805. augusztus 19. – Párizs, 1895. november 24.) francia filozófus, újságíró és politikus. Napóleon állítólagos törvénytelen fia.

## Életútja
Tanulmányait elvégezvén, pénzügyminiszteri tisztviselő lett, de hírlapírással is foglalkozott. 1827–30-ban a Globe és a National munkatársa volt. Mint hírlapíró a Thiers, Mignet, Rémusat és mások által az 1830. évi királyi rendeletek ellen kiadott tiltakozást szintén aláírta. 1833 végén lemondott a politikai írói pályáról és a tudományos irodalomnak szentelte idejét. Arisztotelész műveinek fordítása révén a Collège de France-on a görög és római bölcsészet tanára lett, 1839-ben pedig az Társadalomtudományi Akadémia választotta tagjának. Az 1840-es minisztériumban négy hónapon át a közoktatásügy államtitkára volt. 1848-ban a Seine-et-Oise megye az alkotmányozó és törvényhozó nemzetgyűlés tagjává választotta, ahol a mérsékeltek pártjához csatlakozott. Az 1851. évi államcsíny után a Mazas börtönbe zárták, 1852-ben pedig megfosztották tanszékétől, mert III. Napóleonnak nem akarta letenni a hűségesküt. 1855–58-ban Ferdinand de Lesseps-szel a Szuezi-csatorna megteremtése érdekében buzgólkodott. 1867-ben a Sorbonne könyvtárának őre lett. 1871–73-ban pedig hivatalfőnök és Thiers köztársasági elnök vezértitkára volt. Mint a versailles-i nemzetgyűlés tagja a balközéphez tartozott. 1876-ban a szenátus örökös tagjának választották. 1880. szeptember 30-tól átvette a Ferry kormányában a külügyi tárcát, melytől azonban már a következő év novemberében megvált. Mint tudós nagy érdemeket szerzett a görög és az ind bölcsészet és a szanszkrit nyelvtudomány terén.
Sok értekezést írt a Journal des savants-ba.

## Főbb művei
- De la logique d'Aristote (1839, 2 kötet)
- De l'école d'Alexandrie (1845)
- Sur les Védas (1854)
- Du Bouddhisme (1855)
- Le Bouddha el sa religion (3 kiad. 1866)
- Mahomet et le Coran (1865)
- Philosophie des deux Ampère (2. kiad. 1869)
- A la démocratie française (1874)
- De la métaphysique sa nature et ses droits (1879)

## Magyarul
- A philosophia viszonya a természettudományokhoz és a valláshoz;[8] ford. Péterfy Jenő; Akadémia, Budapest, 1890 (A Magyar Tudományos Akadémia Könyvkiadó Vállalata. U. F. sorozat)